# Periclimenaeus nobilii
Periclimenaeus nobilii är en kräftdjursart som beskrevs av Bruce 1974. Periclimenaeus nobilii ingår i släktet Periclimenaeus och familjen Palaemonidae. Inga underarter finns listade i Catalogue of Life.